# Алешня (Болховский район)
Алешня — село в Болховском районе Орловской области. Входит в состав Гнездиловского сельского поселения. Население — 4 чел. (2010).

## География
Село находится в северной части Орловской области, в лесостепной зоне, в пределах центральной части Среднерусской возвышенности. Расположено на берегу реки Машок.
Уличная сеть представлена одним объектом: Весёлая улица.
Географическое положение: в 4 километрах от административного центра поселения — села Гнездилово, в 14 километрах от районного центра — города Болхов, в 67 километрах от областного центра — города Орёл и в 268 километрах от столицы — Москвы.
Часовой пояс
Село Алешня, как и вся Орловская область, находится в часовой зоне МСК (московское время). Смещение применяемого времени относительно UTC составляет +3:00.
Климат близок к умеренно-холодному, количество осадков является значительным, с осадками даже в засушливый месяц. Среднегодовая норма осадков — 627 мм. Среднегодовая температура воздуха в Болховском районе — 5,1 °C.

## История
В 1963 году деревни Алешня 1-я и Алешня 2-я объединены в одну деревню Алешня.

## Население
Проживают (на 2017—2018 гг.) 10 жителей в пяти дворах, 1 чел. — от 7 до 18 лет, 3 чел. — от 30 до 50 лет и 6 чел. — старше 60 лет.
| 2002 | 2010 |
| ---- | ---- |
| 15   | ↘4   |

Гендерный состав
По данным Всероссийской переписи населения 2010 года в гендерной структуре населения мужчины составляют 25 % (1 чел.), а женщины — 75 % (3 чел.).

## Инфраструктура
Нет данных.

## Транспорт
Просёлочные дороги. Выезд на автодорогу федерального значения Р92 (участок Орёл — Болхов — Калуга).